# Проєкт правопису 1939 року
Проєкт правопису 1939 року на заміну правопису 1933 року був підготовлений Державною правописною комісією при Інституті мовознавства АН УРСР.
Укладача правопису 1933 року А. Хвилю (Олінтера) розстріляли 8 лютого 1938 р. З офіційною метою «ліквідувати націоналістичні перекручення» правопису за його редакцією ЦК КП(б)У 8 травня 1938 року ухвалив постанову «Про складання нового українського правопису» з комісією у складі: Ф. Редько (голова), М. Грунський (учений секретар), Т. Шматлай, М. Бойко, Пелипас, В. Гаврик, А. Гринштейн. Рада нар. комісарів затвердила її 14 травня 1938 року. Керував роботою Комісії учений секретар, проф. М. К. Грунський. Роботу планували завершити до 25 травня, потім термін був продовжений до 1 жовтня 1938 року.
Проєкт змін докладно обговорили на кількох засіданнях Інституту мовознавства. В кінці 1938 року готовий проєкт був затверджений Комісією й опублікований накладом 250 прим. для широкого обговорення, яке тривало протягом року. Наприкінці 1939 року Комісія підбила підсумки й опублікувала «Український правопис» за редакцією М. Грунського накладом 350 прим. на правах рукопису. Після додаткового розгляду Державною комісією удосконалений правопис мав бути затверджений урядовими органами і виданий як обов'язковий для загального користування. Проте зміни керівництва Наркомату освіти та початок Другої світової війни завадив формальним процедурам і проєкт залишився незатверджений.

## Текст
- Грунський, М. К., ред. (1938). Український правопис (Проект видання четвертого). Київ: Радянська школа. Архів оригіналу за 22 серпня 2021. Процитовано 25 березня 2022. — 123 с. 350 прим.
- Грунський, М. К., ред. (1940). Український правопис (Проект видання четвертого). Київ. Архів оригіналу за 22 серпня 2021. Процитовано 25 березня 2022. — 150 с. 50 прим.